# Frasne-le-Château
Pour les articles homonymes, voir Frasne (homonymie).

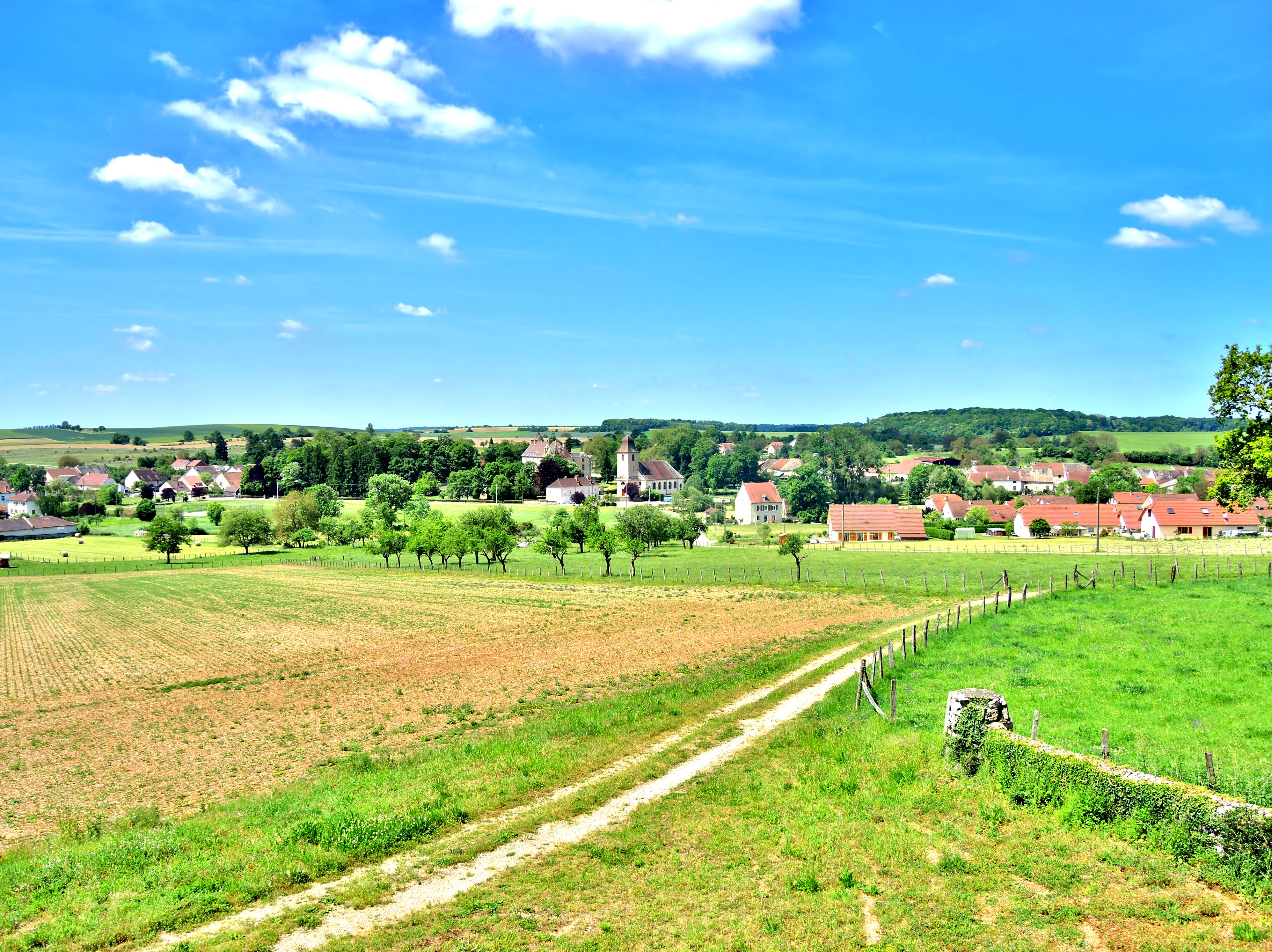
Panorama depuis la grotte-chapelle-belvédère

Frasne-le-Château est une commune française située dans le département de la Haute-Saône, la région culturelle et historique de Franche-Comté et la région administrative Bourgogne-Franche-Comté.

## Géographie
Le village est situé à une trentaine de kilomètres de Vesoul, de Gray et de Besançon.

### Communes limitrophes
|                                     | La Vernotte       | Les Bâties et Vaux-le-Moncelot |
| Étrelles-et-la-Montbleuse           | Frasne-le-Château | Fretigney-et-Velloreille       |
| Villers-Chemin-et-Mont-lès-Étrelles |                   | Oiselay-et-Grachaux            |

### Géologie
Le territoire de la commune de Frasne-le-Château s'étend en partie sur le plateau calcaire des monts de Gy et la bordure est de la plaine de la Saône.
Ces deux ensembles sont limités par la faille de la Saône, une grande structure géologique qui s'étend de la région vésulienne jusqu'au massif de la Serre près de Dole et se raccorde aux failles de la Bresse. La plaine de la Saône est un fossé d'effondrement qui s'est affaissé le long de cette faille.
Les formations géologiques de la commune de Frasne-le-Château vont de calcaires très compacts bleutés ou rouges, exploités dans le passé au lieu-dit « les Carrières » et encore visibles dans la carrière voisine de Grachaux, à des calcaires argileux, des marnes et des sables qui se trouvent essentiellement dans la plaine. L'âge de ces formations est très variable et couvre la période de -150 millions d'années à des dépôts de quelques millions d'années dans la plaine. On trouve en abondance des silex de l'ère tertiaire sur le territoire de la commune ainsi que des concrétions ferrugineuses bien développées et autrefois exploitées. L'abondance des silex a donné naissance à des ateliers de tailles préhistoriques dont on peut retrouver les vestiges.

### Climat
Pour des articles plus généraux, voir Climat de la Bourgogne-Franche-Comté et Climat de la Haute-Saône.
En 2010, le climat de la commune est de type climat des marges montargnardes, selon une étude du Centre national de la recherche scientifique s'appuyant sur une série de données couvrant la période 1971-2000. En 2020, Météo-France publie une typologie des climats de la France métropolitaine dans laquelle la commune est exposée à un climat semi-continental et est dans la région climatique  Lorraine, plateau de Langres, Morvan, caractérisée par un hiver rude (1,5 °C), des vents modérés et des brouillards fréquents en automne et hiver. 
Pour la période 1971-2000, la température annuelle moyenne est de 10,7 °C, avec une amplitude thermique annuelle de 17,4 °C. Le cumul annuel moyen de précipitations est de 1 041 mm, avec 12,4 jours de précipitations en janvier et 9,4 jours en juillet. Pour la période 1991-2020, la température moyenne annuelle observée sur la station météorologique de Météo-France la plus proche, « Bucey-lès-Gy », sur la commune de Bucey-lès-Gy à 6 km à vol d'oiseau, est de 11,6 °C et le cumul annuel moyen de précipitations est de 1 032,6 mm. 
La température maximale relevée sur cette station est de 41,5 °C, atteinte le 8 août 2003 ; la température minimale est de −23 °C, atteinte le 2 janvier 1971,,. 
Les paramètres climatiques de la commune ont été estimés pour le milieu du siècle (2041-2070) selon différents scénarios d'émission de gaz à effet de serre à partir des nouvelles projections climatiques de référence DRIAS-2020. Ils sont consultables sur un site dédié publié par Météo-France en novembre 2022.

## Urbanisme

### Typologie
Au 1er janvier 2024, Frasne-le-Château est catégorisée commune rurale à habitat dispersé, selon la nouvelle grille communale de densité à sept niveaux définie par l'Insee en 2022.
Elle est située hors unité urbaine. Par ailleurs la commune fait partie de l'aire d'attraction de Besançon, dont elle est une commune de la couronne,. Cette aire, qui regroupe 310 communes, est catégorisée dans les aires de 200 000 à moins de 700 000 habitants,.

### Occupation des sols
L'occupation des sols de la commune, telle qu'elle ressort de la base de données européenne d’occupation biophysique des sols Corine Land Cover (CLC), est marquée par l'importance des territoires agricoles (65,2 % en 2018), une proportion sensiblement équivalente à celle de 1990 (65,5 %). La répartition détaillée en 2018 est la suivante : 
terres arables (50,4 %), forêts (32,2 %), prairies (10,6 %), zones agricoles hétérogènes (4,1 %), zones urbanisées (2,6 %). L'évolution de l’occupation des sols de la commune et de ses infrastructures peut être observée sur les différentes représentations cartographiques du territoire : la carte de Cassini (XVIIIe siècle), la carte d'état-major (1820-1866) et les cartes ou photos aériennes de l'IGN pour la période actuelle (1950 à aujourd'hui).

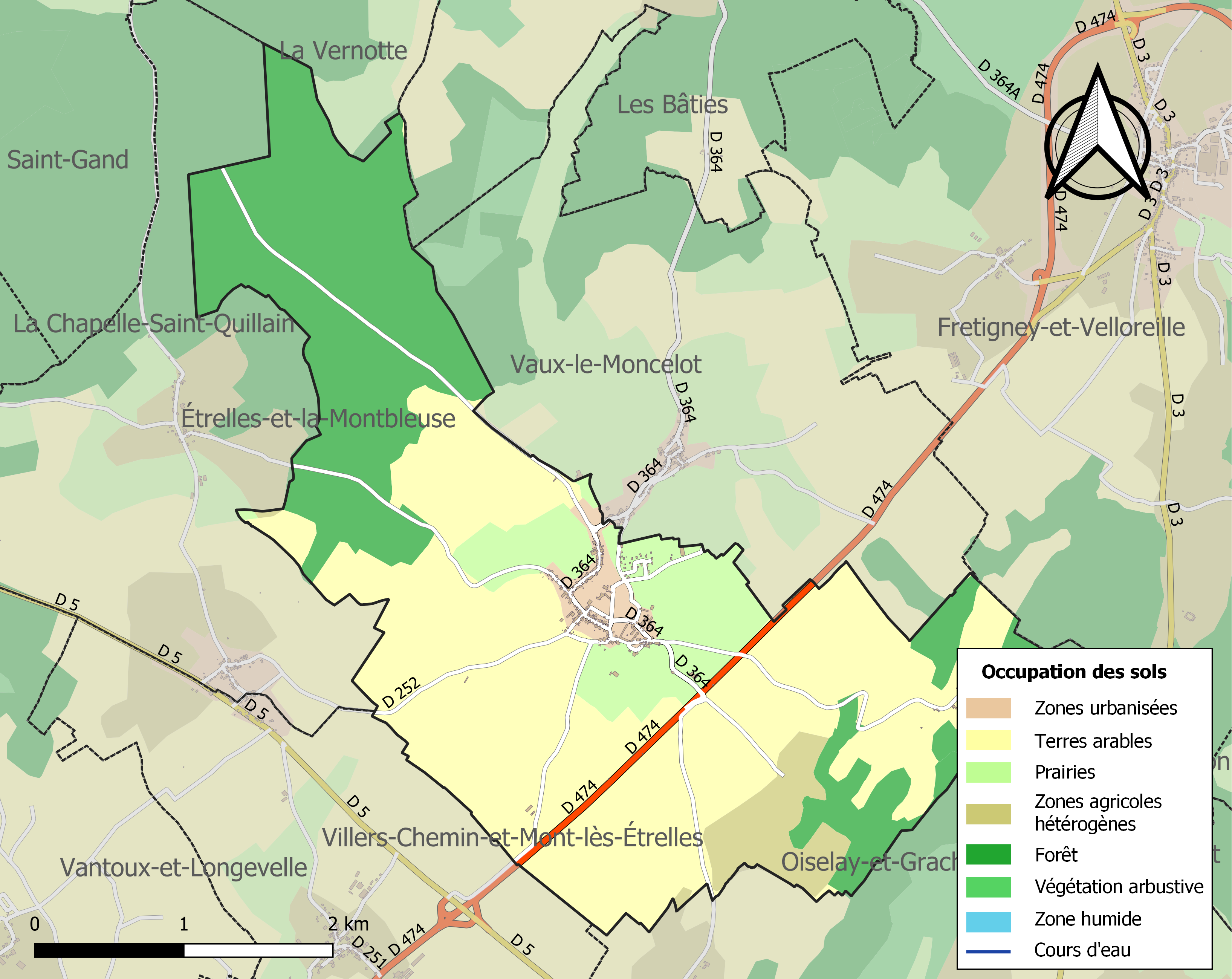
Carte des infrastructures et de l'occupation des sols de la commune en 2018 (CLC).

## Politique et administration

Carte départementale représentant en rouge la communauté de communes des monts de Gy (dans sa composition de 2015).

### Rattachements administratifs et électoraux
La commune fait partie de l'arrondissement de Vesoul du département de la Haute-Saône, en région Bourgogne-Franche-Comté. Pour l'élection des députés, elle dépend de la première circonscription de la Haute-Saône.
Elle faisait partie depuis 1801 du canton de Gy. Dans le cadre du redécoupage cantonal de 2014 en France, la commune est désormais intégrée au canton de Scey-sur-Saône-et-Saint-Albin.

### Intercommunalité
La commune est membre de la communauté de communes des monts de Gy, créée le 31 décembre 1999.

### Liste des maires
| Période                                  | Période                         | Identité                     | Étiquette | Qualité                         |
| ---------------------------------------- | ------------------------------- | ---------------------------- | --------- | ------------------------------- |
| Les données manquantes sont à compléter. |                                 |                              |           |                                 |
|                                          | 2001                            | M. Perlotti[réf. nécessaire] |           |                                 |
| mars 2001                                | En cours (au 22 septembre 2014) | Claude Springaux             |           | Réélu pour le mandat 2020-2026, |

## Démographie
L'évolution du nombre d'habitants est connue à travers les recensements de la population effectués dans la commune depuis 1793. Pour les communes de moins de 10 000 habitants, une enquête de recensement portant sur toute la population est réalisée tous les cinq ans, les populations de référence des années intermédiaires étant quant à elles estimées par interpolation ou extrapolation. Pour la commune, le premier recensement exhaustif entrant dans le cadre du nouveau dispositif a été réalisé en 2004.

En 2022, la commune comptait 292 habitants, en évolution de +1,39 % par rapport à 2016 (Haute-Saône : −1,4 %, France hors Mayotte : +2,11 %).
| 1793 | 1800 | 1806 | 1821 | 1831 | 1836 | 1841 | 1846 | 1851 |
| ---- | ---- | ---- | ---- | ---- | ---- | ---- | ---- | ---- |
| 609  | 688  | 720  | 573  | 688  | 649  | 634  | 627  | 593  |

| 1856 | 1861 | 1866 | 1872 | 1876 | 1881 | 1886 | 1891 | 1896 |
| ---- | ---- | ---- | ---- | ---- | ---- | ---- | ---- | ---- |
| 566  | 525  | 494  | 462  | 565  | 711  | 710  | 902  | 806  |

| 1901 | 1906 | 1911 | 1921 | 1926 | 1931 | 1936 | 1946 | 1954 |
| ---- | ---- | ---- | ---- | ---- | ---- | ---- | ---- | ---- |
| 746  | 531  | 528  | 599  | 645  | 693  | 614  | 511  | 496  |

| 1962 | 1968 | 1975 | 1982 | 1990 | 1999 | 2004 | 2006 | 2009 |
| ---- | ---- | ---- | ---- | ---- | ---- | ---- | ---- | ---- |
| 461  | 432  | 414  | 290  | 218  | 228  | 238  | 248  | 287  |

| 2014 | 2019 | 2022 | - | - | - | - | - | - |
| ---- | ---- | ---- | - | - | - | - | - | - |
| 281  | 297  | 292  | - | - | - | - | - | - |

## Culture locale et patrimoine

### Lieux et monuments
- Château de Frasne-le-Château ou château des Sires d'Oiselay[20],[21].
- Château Mugnier, maison de maître construite en 1774[22].
- Grande fontaine de Frasne-le-Château, construite en 1830 sur les plans de L. Well[23].
- Fontaine-lavoir de 1833[24].
- Église paroissiale Saint-Antoine, construite entre 1771 et 1774 sur les plans de l'architecte Anatole Amoudru[25].
- Situé dans l'ancienne fromagerie,la boutique de création artisanale en bois de freecel créations à ouvert en 2013 et toujours en activité.Voir Facebook: freecel créations
- Fermes des XVIIIe et XIXe siècles.

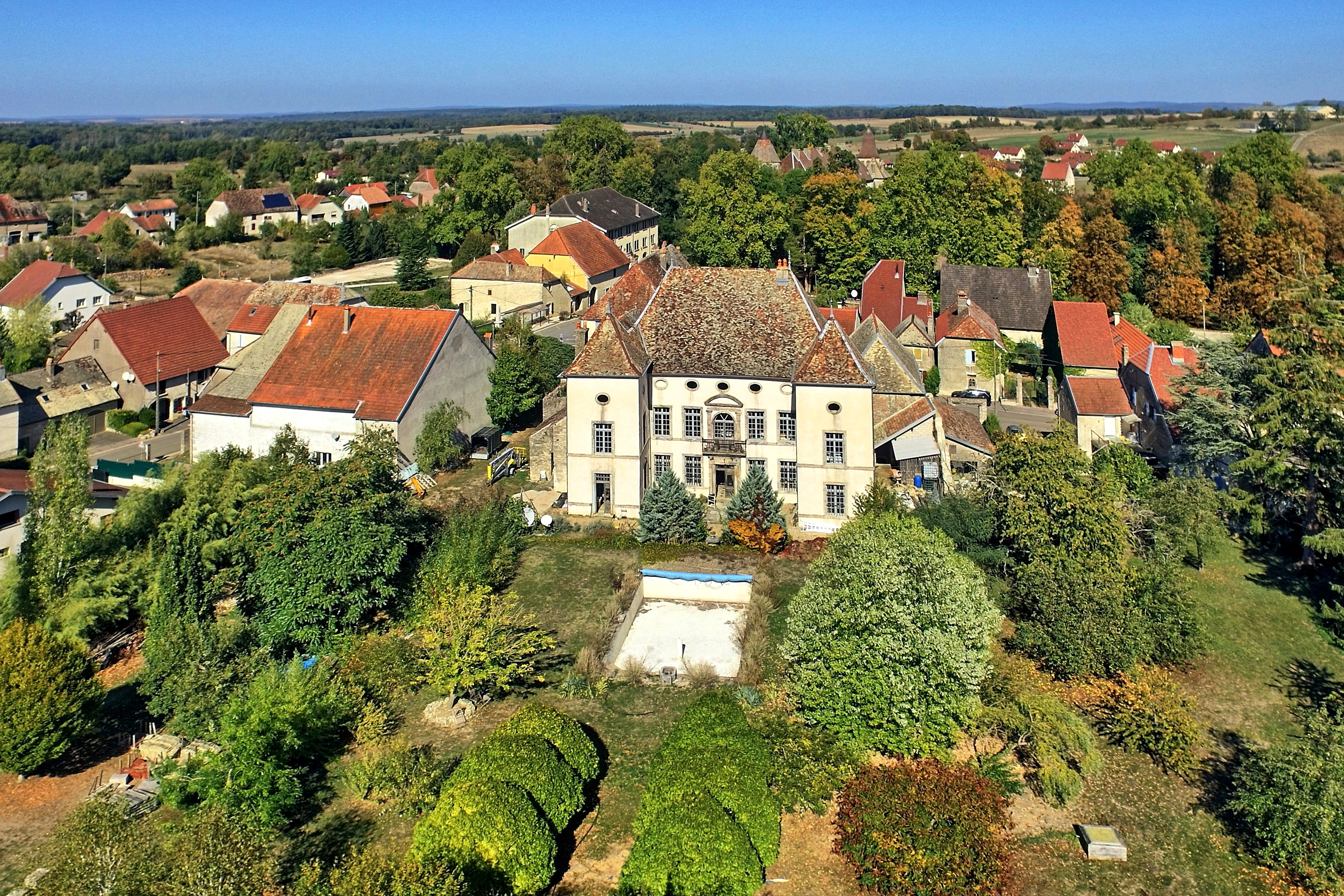
Le château Mugnier.
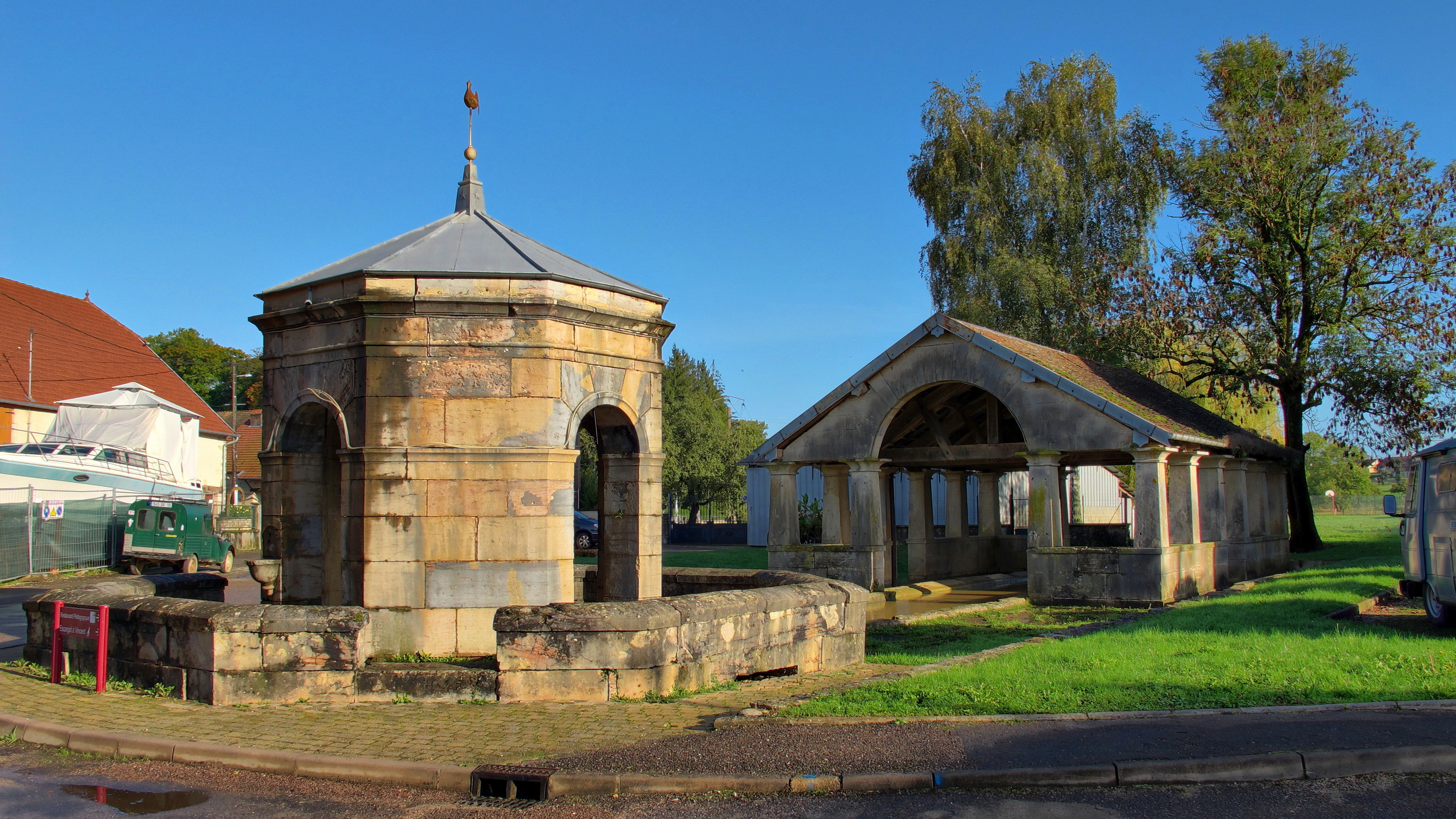
La grande fontaine.
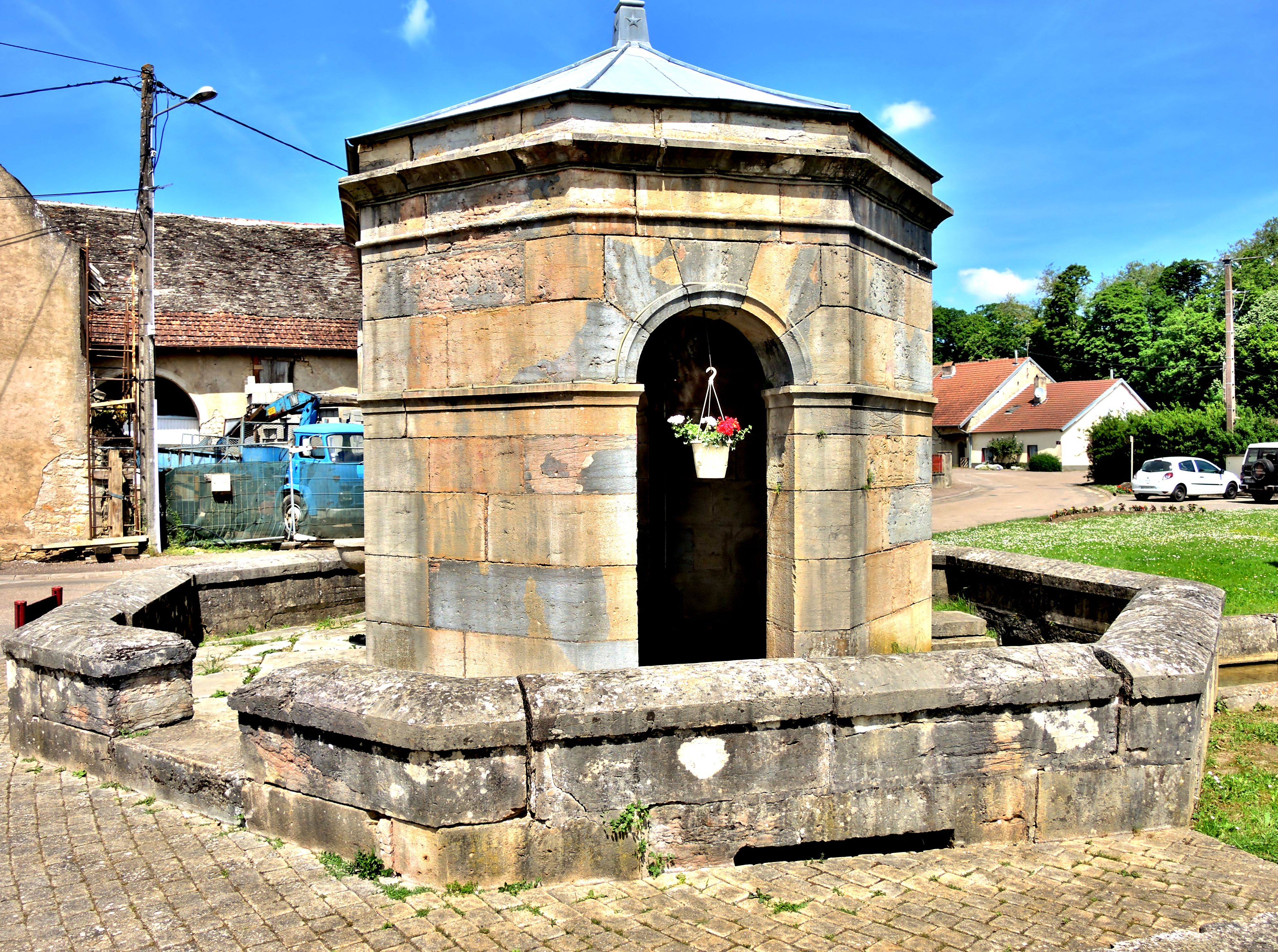
L'édicule de puisage (de plan octogonal) de la grande fontaine.
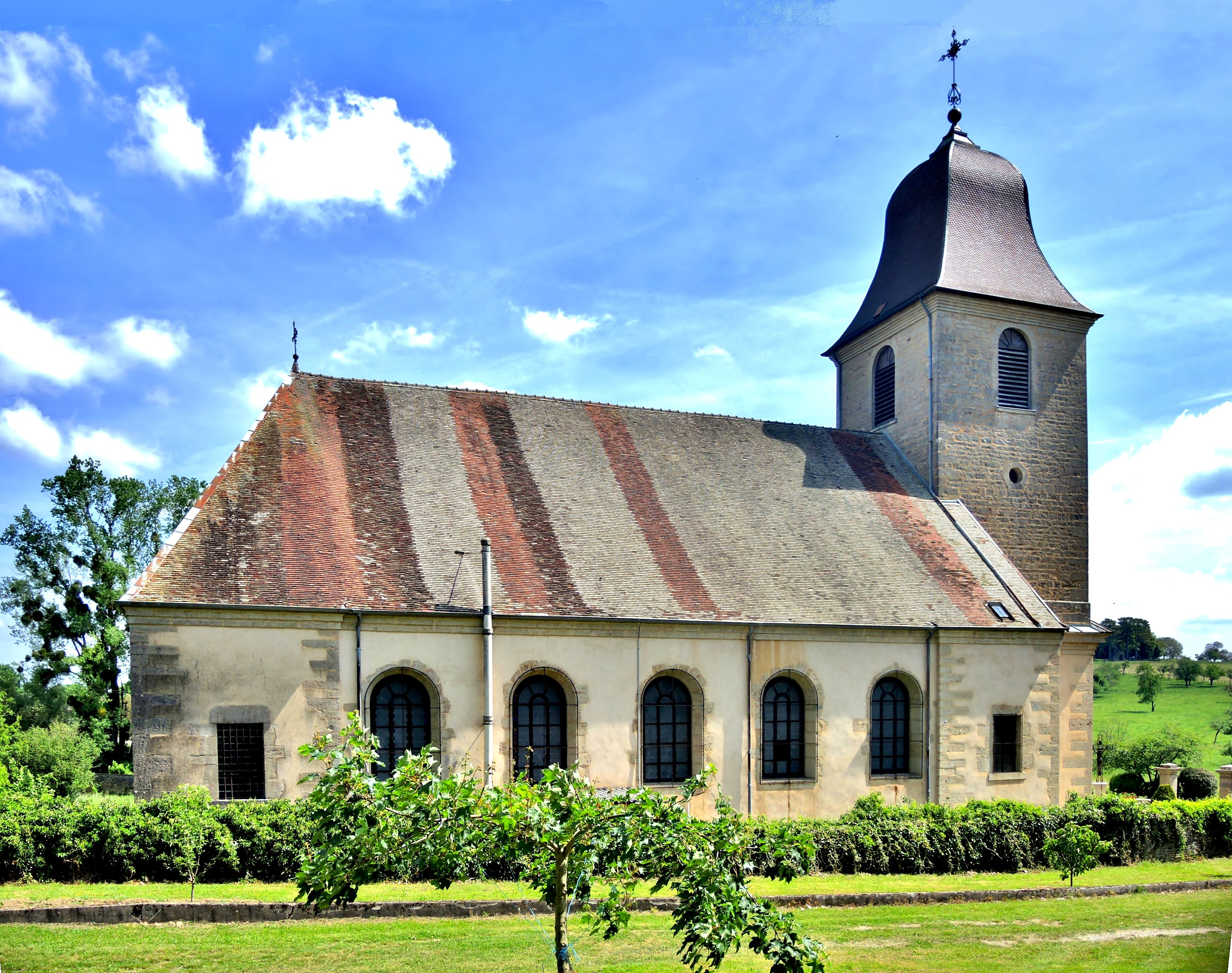
L'église Saint Antoine.

### Personnalités liées à la commune
Alcide Lataste, bienheureux Jean-Joseph Lataste en religion : natif de Cadillac (Gironde) et fondateur de la communauté catholique des dominicaines de Béthanie, mort à Frasne-le-Château le 10 mars 1869 après y avoir fondé sa première maison de Béthanie en 1866.
Il a été béatifié à Besançon le 3 juin 2012 en présence du cardinal Angelo Amato, préfet de la Congrégation pour les causes des saints représentant le pape Benoît XVI, de l’archevêque de Besançon André Lacrampe, de Bruno Cadoré, maître des dominicains, entourés de plus de 20 autres prélats, de plus d'une centaine de prêtres, religieuses et religieux et de 5 000 fidèles réunis dans la grande halle de Micropolis.

### Héraldique
| Blason de Frasne-le-Château | Blason  | De vair à la fasce d'or.                         |
| Blason de Frasne-le-Château | Détails | Le statut officiel du blason reste à déterminer. |